# DR1
A DR1 (oroszul:  (ДР1 – Дизель-поезд Рижский, 1-й тип, magyar átírásban: Gyizel-pojezd Rizsszkij, pervij tyip, magyarul: rigai dízel-motorvonat, 1-es típus) szovjet dízelmotorvonat-sorozat, melyet a Rigai Vagongyár (RVR) gyártott 1963-tól. A Szovjetunióban, majd annak felbomlása után egyes utódállamaiban üzemelt. Nagyobb mennyiségben Oroszországban, Ukrajnában, Belaruszban és a balti államokban használták.

## Története
A prototípus DR1 1963-ban készült el, és még négyrészes volt, motor-mellék-mellék-motor összeállításban. A motorkocsikban egy-egy M756, 1000 LE névleges teljesítményű dízelmotor található. Az erőátvitel hidrodinamikus (a motorkocsiknak a vezérállás felőli forgóváza hajtott). A maximális sebesség 120 km/h, az ülőhelyszám a motorkocsiban 80, a mellékben 128. A motorvonat keskenyebb az elektricskáknál, a Ganz D, D1 méreteit örökölte, ezért az üléselrendezés 2+3, és nem 3+3, viszont a kocsik hosszabbak (a motor 26, a mellék 25,6 m). Eleinte az ER1/ER2/ER9p homlokát kapták a motorvonatok, aztán lett "sajátjuk". 1968-tól megkezdődött a hatrészes motorvonatok gyártása, illetve utólagosan is készültek mellékkocsik, a korábbi négyrészesek bővítéséhez. 1970-től indult a DR1p, amelybe már nem került segédüzemi dízelmotor, hanem a segédüzem a főmotorról kapott meghajtást. (p mint "privodnoj", azaz "hajtott"). 1973 után készültek a starter-generátoros (indítómotorként is működő segédüzemi generátoros) változatok, ezek a DR1a jelzést kapták. 1971-től néhány vezérlőkocsi is épült, négyrészes vonatokhoz, motor-mellék-mellék-vezérlő összeállításban. 1979-től jöttek a "lapos homlokú" DR1a-k.
A DR1-esek egyik érdekessége a futóművük: a forgóváznak egészen speciális "kifordított" primer rugózása van. Ezt a típust nem alkalmazták más, sorozatban gyártott járműnél. A konstrukció gyenge pontja a motor. Az M756 könnyű és kompakt, viszont a tervezésénél senkinek eszébe se jutott, hogy polgári járműbe kerül (könnyű, gyors hadihajókhoz használták), ezért aztán kicsi az élettartama. Ezen az újabb változatok valamelyest javítottak, de áttörést nem hoztak. Egy ilyen motorral pedig, ha a fenntartási pénzek csökkennek, törvényszerű a motorkocsik leállítása, vagy a jármű igen-igen óvatos kezelése.